# Underhuset
|  | Denne artikel omhandler det britiske Underhuset. For det canadiske, se Underhuset, Canada |
Underhuset (engelsk: House of Commons) udgør sammen med Overhuset (engelsk: House of Lords) det britiske parlament.
Underhuset har 650 medlemmer, som vælges i enkeltmandskredse. Valgperioden er højest fem år, hvorefter man kan genvælges. Hvis et medlem udtræder i valgperioden, afholdes suppleringsvalg i kredsen.
Lovgivning i Storbritannien foregår i princippet i fællesskab mellem Underhuset og Overhuset med regenten som den formelle underskriver af lovene. I praksis er magten i tidens løb flyttet fra Overhuset, og initiativretten til lovgivning udøves reelt af Underhuset.
- Underhuset, som det så ud i 1834

## Nuværende fordeling
Ved Parlamentsvalget 4. juli 2024 blev de 650 mandater i Underhuset fordelt således:
| Parti | Parti                              | Leder                      | Mandater | Mandater | Mandater |
| Parti | Parti                              | Leder                      | Antal    | %        | -/+      |
| ----- | ---------------------------------- | -------------------------- | -------- | -------- | -------- |
|       | Labour Party                       | Keir Starmer               | 411      | 63,2 %   | +209     |
|       | Det Konservative Parti             | Rishi Sunak                | 121      | 18,6 %   | -244     |
|       | Liberaldemokraterne                | Ed Davey                   | 72       | 11,1 %   | +61      |
|       | Scottish National Party            | John Swinney               | 9        | 1,4 %    | -39      |
|       | Sinn Féin                          | Mary Lou McDonald          | 7        | 1,1 %    | 0        |
|       | Partiløse                          | –                          | 6        | 0,9 %    | +6       |
|       | Reform UK                          | Nigel Farage               | 5        | 0,8 %    | +5       |
|       | Democratic Unionist Party          | Gavin Robinson             | 5        | 0,8 %    | -3       |
|       | Green Party of England and Wales   | Carla Denyer Adrian Ramsay | 4        | 0,6 %    | +3       |
|       | Plaid Cymru                        | Rhun ap Iorwerth           | 4        | 0,6 %    | 0        |
|       | Social Democratic and Labour Party | Colum Eastwood             | 2        | 0,3 %    | 0        |
|       | Alliance Party of Northern Ireland | Naomi Long                 | 1        | 0,2 %    | 0        |
|       | Ulster Unionist Party              | Doug Beattie               | 1        | 0,2 %    | +1       |
|       | Traditional Unionist Voice         | Jim Allister               | 1        | 0,2 %    | +1       |
|       | Underhusets formand                | Lindsay Hoyle              | 1        | 0,2 %    | 0        |
|       | I alt                              | –                          | 650      | 100,0 %  | 0        |

## Formand
Underhusets formand har siden 4. november 2019 været Lindsay Hoyle. Formanden kaldes "Mr. eller Ms. Speaker" og har høj anseelse i det britiske samfund. Før sin udnævnelse til Underhusets Formand var Hoyle medlem af partiet Labour, men Underhusets regler foreskriver, at siddende formænd skal være upartiske, og de fleste vælger derfor at forlade deres parti i deres periode som formand, hvad der også skete i Hoyles tilfælde. Premierministeren og ministrene har siden 1902 været valgt som medlemmer af Underhuset.